# Movimiento Español de Liberación Homosexual
Mouvement espagnol de Libération homosexuelle
Le Movimiento Español de Liberación Homosexual (MELH), en français: Mouvement espagnol de Libération homosexuelle, initialement appelé Agrupación Homófila para la Igualdad Sexual (AGHOIS), est la première organisation de défense des droits de la communauté LGBT en Espagne, créée en 1970 sous la dictature franquiste.

## Historique
L'origine de l'association provient de groupes d'homosexuels catalans qui se réunissent clandestinement dans des appartements privés barcelonais.
Armand de Fluvià impulse le mouvement. Lié à la revue française Arcadie, ce militant participe avec ses camarades français à Mai 68 à Paris et aux Emeutes de Stonewall à New York. En 1970, sous le pseudonyme de Roger de Gaimon, il crée avec Mir Bellgai (Francesc Francino), l'organisation clandestine AGHOIS (Agrupación Homófila para la Igualdad Sexual,).
En 1971, le groupe devient le MELH, avec des ramifications à Madrid et Bilbao, à image du Gay Liberation Front aux États-Unis. Le cinéaste Ventura Pons fait partie des participants.
Le mouvement entre en contact avec des organisations similaires en Argentine, aux États-Unis, en France, au Royaume-Uni et en Italie. Il participe aux congrès internationaux de défense des droits à Paris (1973), à Édimbourg (1974) et à Sheffield (1975).
En 1972 débute la publication de la revue AGHOIS, l'une des activités les plus importantes du groupe. Très complexe à éditer, elle reçoit le soutien d'André Baudry et d'Arcadie, ainsi que celui de la revue suédoise Revolt.
Les textes sont rédigés à Barcelone, avant de partir pour Perpignan, où la revue est éditée. Le bulletin est ensuite envoyé à Paris, puis renvoyé par courrier en Espagne, notamment en Catalogne.
Armand de Fluvià pense que seulement 40 % des envois arrivent à destinataire, 60 % étant intercepté par la police.
En 1973, l'existence de la revue arrive aux oreilles du ministre franquiste des Affaires étrangères Laureano López Rodó, qui fait pression sur le gouvernement français via l'ambassadeur espagnol en France.
Le mouvement est sévèrement réprimé par la police franquiste, et les réunions disparaissent vers 1973 et 1974.
Après la mort de Franco, le groupe se réorganise au sein du Front d'Alliberament Gai de Catalunya en 1975 et devient l'un des fers de lance des droits homosexuels pendant la transition démocratique.